# 後蜀 (五胡十六国)

後蜀
蜀

後蜀の位置（406年ごろ）。

後蜀（こうしょく）は、五胡十六国時代に東晋の漢人の譙縦により建国された政権であり、別に譙蜀とも言う。統治範囲は蜀（現在の四川省）に相当する。通常「五胡十六国」の十六国には数えられない。

## 歴史
義熙元年（405年）、蜀の軍隊は東晋より江陵攻撃の命を受けたが、遠征を嫌った軍内で叛乱が発生した。叛乱軍は譙縦を指導者として成都を攻撃し、譙縦は成都王を自称して後蜀が成立した。
しかしその建国は十分な準備をもっての事ではなく、東晋の長江上流地域での影響力が弱まった状況下で初めて存在しうるものであった。この弱体性を克服すべく407年には後秦に使者を送り自らを藩属と称す外交姿勢を用い、408年に東晋の攻撃を受けた際に後秦の支援を獲得し、東晋軍の撃退に成功している。
413年、東晋は再び後蜀攻撃を計画し、劉裕の部将の朱齢石の率いる軍勢により後蜀軍は敗北、成都も陥落した。譙縦は自縊し、後蜀は滅亡した。

## 君主
1. 譙縦